# Илирска касина
Илирска касина била је једна од првих читаоница у Београду. Основали су је присталице Илиризма, односно југословенске идеологије, који су тражили да се неодложно ради свим средствима на ослобођењу свих Југословена. Основана је крајем 1845. године. То је изазвало њихове противнике да и они, почетком следеће године, оснују Читалиште у Београду.

## Историјске околности
У београдској „Српској кафани” (данас „Знак питања”) тридесетих година 19. века био је обичај да се држе новине које су посетиоци могли читати. Поуздано се зна да је први број "Новина србских", који је изашао 5. јануара 1834. године, прочитан наглас у овој данас чувеној кафани. Очигледна је била потреба да се оснује место на коме би грађани могли доћи до разне литературе. Предлог за оснивање једне овакве установе потиче још из 1840. године, када је једна група грађана тражила је одобрење од градских власти да оснује касину (читаоницу).
У међувремену у Хрватској су мађарски властодршци настојали да сломе илирски покрет. Примењивали су полицијски притисак, прогоне, затвор и оштру цензуру. У Бечу су приказивали покрет као бунтовнички. Део хрватског племства, под притиском и ради својих класних привилегија, отворено је стао на страну Мађара, па се одвија сукоб између илираца и мађарофила. Године 1843. власти су забраниле употребу илирског имена. Зато 1844. и 1845. године чланови тајног демократског панславистичког клуба у Београду штампају први југословенски лист „Бранислав” и то у Државној штампарији, који је тајно преношен преко Саве и дистрибуиран међу словенским становништвом у тадашњој Аустрији. Због Овога је Аустрија осудила Кнежевину Србију, не без последица за Србију.
Некада се у улици Краља Петра, на простору где се данас налази зграда Народне банке налазио први београдски хотел „Здање код јелена”. Новинар листа „Време”, у чланку из 1938. године, пише о прошлости овог дела града: „На углу данашњих улица Краља Петра и Грачаничке био је стари хан, где су одседале кириџије, кочијаши и други. На том месту подигао је кнез Михаило 1841. године зграду за хотел, пошто у то доба није било ниједног уређеног хотела у Београду. Зграда је довршена 1843. На југоисточном рогљу крова имала је као украс бронзаног јелена, због чега је добила име "Здање код јелена".  То је била троспратна зграда са кафаном на углу поменутих улица у приземљу, а на горњим спратовима биле су гостинске собе. Фигура јелена стајала је на конзоли, но она је пропала за време пожара који се десио 15. и 16. априла 1849. године. Ова зграда позната је под именом 'Старо здање'”. Касније се у овој згради налазио „Гранд хотел” и „Илирска касина”. По завршетку зграде поново је покренуто је питање оснивања једне касине у њој, али је до остварења ове замисли дошло тек 7. новембра 1845. године. У Касини су предавани француски и словенски језици: руски, чешки и пољски. Њу су могли да посећују само њени чланови. Неки су ово Касину звали Илирска касина, а водио ју је Стеван Хркаловић, родом из Оточца.

## Историја Илирске касине
Касину су основале присталице Илирског покрета, односно Југословенске идеологије, који су тражили да се неодложно ради свим средствима на ослобођењу свих Југословена. Они се нису увек слагали са многима у граду у питању плана, начина рада и средстава којима су се служили. Ово се нарочито испољило крајем 1845. године, када је основана Касина, па је већ почетком 1846. основано и Читалиште београдско, у згради која се налазила одмах преко пута "Здања код јелена". Била су ово места састајана двеју група које су се гложиле и зазирале једна од друге, иако су радиле на истој ствари. Оснивање Касине изазвало је многе Београђане, који нимало нису симпатисали Илирство и који су заступали мишљење да најпре треба ослободити Србе и ујединити их, па тек онда прећи на акцију ослобађања Југословена, да оснују Читалиште, 24. фебруара 1846. године. Најжешћи противник  Илирства био је Јелисије Вукајловић, тада  чиновник Кнежевине Србије. Вукајловић и његови помагачи покренули су у Београду све који су имали доста власти, утицаја, и новца како би се основало Читалиште београдско. Оснивачи, а касније и чланови Читалишта били су, између осталих и Раја Дамјановић, Миша Анастасијевић и Атанасије Николић. Они су замерали Касини илирски циљ. Постоје мишљења да је ову конфронтацију изазивао и отпор према већем утицају католичанства, мада је међу члановима Илирске касине било више православаца.
Илирска касина није радила дуго. Угасила се око 1848. године, када су се водећи чланови Илирске касине учланили у Читалиште. Године 1957. био је један покушај да се Илирска касина поново отвори, али није успео.

## Оснивање
Касину су 26. октобара (7. новембар по новом календару) 1845. основали истакнути родољуби, присталице Илирског покрета, који су долазили у Београд и радили на ослобођењу и уједињењу Југословена. Водећи међу њима био је Стеван Хркаловић, у сарадњи са трговцем Манојлом Јокићем, професором Јанком Шафариком, чиновником Илијом Пржићем и другима, који су сви припадали тајном демократском панславистичком клубу у Београду.
Недуго после појаве Илиризма у Хрватској почели су илирци да долазе у Кнежевину Србију, да траже запослење или помоћ у идеолошкој борби за ослобођење и уједињење Илира. Један од оних који су тада дошли у Србију био је и Стеван Хркаловић, који је службовао у Кнежевини Србији, у којој је остао до смрти. Службеничку каријеру завршио је као руководилац пошта у Кнежевини.

### Стеван Хркаловић
Стеван Хркаловић дошао је у Србију када је кнез Милош 1837. решио да оснује Кнежевско сербску војену академију (Вишу војну школу). Како наставника није било у Србији, тражио је официре из Аустрије. Хркаловић, тада официр аустријске војске, се јавио на кнежев позив писмом од 25. априла 1837. године. Поред српскохрватског он је говорио и немачки, француски, енглески и италијански језик, а имао је и педагошко искуство као професор у кадетској школи. Од свих који су се том приликом пријавили, Совјет је изабрао Хркаловића. Он је у службу ступио новембра 1837. године, када му је поверено руковођење школом, а кнез му је обећао чин српског официра кад пређе у српско држављанство. Хркаловић је са собом донео план рада и план организовања школе. Хркаловић је већ тада био у пријатељским односима са Људевитом Гајем, вођом Илирског покрета и био заговорник илиризма.
Хркаловић је са великом љубављу радио на организовању и вођењу Војне академије, али је Академија укинута већ средином 1838. године. После укидања кратко време је становао код Глигорија Возаровића у Београду, а затим прешао у Земун. Током службовања у Србији одржавао је везе са Томашом Буријаном (1802-1874) и Павелом Шафариком. Из Земуна је Хркаловћ отишао у Загреб, а затим током 1838. путовао широм територија у којима је тада живело јужнословенско становништво (данашња Хрватска, Босна и Херцеговина и Црна Гора)  Враћа се у Београд 1939. године, уз новчану помоћ Људевита Гаја. У својим писмима Гају Хркаловић се изјашњава као симпатизер Уставобранитеља, што није било с наклоношћу прихваћено од стране власти, па му државна служба није одобрена. Хркаловић поново напушта Београд, где се враћа 1843. године, по доласку на власт кнеза Александра и уставобранитеља и затражио обећано место начелника Војног одељења. Кнез Александар је 3. новембра 1843. поставио Хркаловића за „привременог чиновника по особеним порученијама при Попечитељству внутрених дјела”. Хркаловића је највише помагао Илија Гарашанин, који му је давао и новчану помоћ. На овај положај га је и довео како би му могао помоћи у раду на југословенској пропаганди. Отада је Хркаловић стално у државној служби, највише сарађујући са Гарашанином на југословенској пропаганди изван Кнежевине Србије.

## Делатност Илирске касине
О оснивању и раду Илирске касине највише података има из извештаја пољског агента у Београду Фрање Заха, који је такође био члан тајног демократског панславистичког клуба у Београду. Илирска касина била је, према Заховим извештајима, популарна међу угледним људима и просвећеном омладином, међу којима су били и Матија Бан, Паја Чавловић, Димитрије Данић (трговац), командант коњичког гарнизона Гавриловић, Јанко Шафарик, Манојло Јокић и други. Касина је била лепо уређена. Имала је три просторије: трпезарију, читаоницу и билијар салу. Чланарина у касини износила је 3 форинте месечно (док је у Читалишту била само 1 или 2 цванцика). Сам Зах није био члан ни једног од ових читалишта, јер је у оба имао пријатеље којих није хтео да се одрекне, али је ипак давао савете Хркаловићу и Бану и подржавао Илирску касину, јер је сматрао да има више патриотских елемената.
У Хрватсој није било помена о Касини, али су српске новине повремено писале о њеној просветној делатности, а посебно похвално о часовима језика које су бесплатно могли похађати сви чланови – француског, руског, чешког и пољског. Године 1881. поново је у српској штампи писано о Касини. Тада је речено да Касина није била приступачна свакоме и да је због те ограничености и других потреба основано Читалиште.
Како је Читалиште београдско имало далеко више чланова него Илирска касина, имало је и више средстава, а самим тим и више могућности да се развија. У такво Читалиште на крају се уписао и сам Зах, а за њим, уочи буне 1848/49. и чланови касине Хркаловић, Чавловић, Бан, Јокић и други. Тим чином касина се угасила, односно престала да постоји.